# Nguyễn Quang Hải
Nguyễn Quang Hải (Hanói, Đông Anh, Vietnam, 12 de abril de 1997) es un futbolista profesional vietnamita que juega como mediocampista ofensivo o extremo en el club Pau FC de la Ligue 2 y en la selección nacional de fútbol de Vietnam . En 2018 y 2019, Quang Hải fue nominado por un panel de periodistas deportivos y expertos en fútbol como Mejor Futbolista de Asia . Es considerado uno de los mejores futbolistas vietnamitas de la historia.

## Carrera

### Hanói FC
Un producto del Hanoi FC, Quang Hải hizo su debut profesional en 2014. En solo tres años, se convirtió en uno de los jugadores más prometedores del futbol de Vietnam, ganando la V.League 2 de 2015 antes de ganar la V.League 1 de 2016 . Después de un exitoso paso por Vietnam en el Campeonato Sub-23 de la AFC de 2018, n el que brilló durante todo el torneo, se convirtió en un jugador importante de su club. Ganó la V.League en dos temporadas consecutivas (2018 y 2019), y  desempeñó un papel importante en estos triunfos.  También ayudó al club a ganar dos Copas de Vietnam consecutivas en 2019 y 2020.

### Pau Football Club
El 29 de junio de 2022, Quang Hải fichó por el Pau FC, de la Ligue 2, con un contrato de dos temporadas, convirtiéndose en el primer jugador vietnamita de la historia en fichar por un club de fútbol francés.

## Carrera Internacional

### Selección de fútbol de Vietnam
El 13 de junio de 2017, Quang Hải debutó como internacional con la selección absoluta de Vietnam, contra Jordania, en un partido que terminó en empate a cero. El 5 de septiembre de 2017 marcó su primer gol con la selección absoluta de Vietnam contra Camboya, al entrar como suplente y marcar el gol de la victoria en los últimos minutos.
En la Copa AFF Suzuki de 2018, Quang Hải jugó todos los minutos menos 2, ya que Vietnam ganó su primer campeonato de fútbol del sudeste asiático en 10 años. En los 3 primeros partidos de la fase de grupos, el seleccionador Park Hang-seo le dio la posición de centrocampista, lo que suscitó la duda entre los aficionados. En el último, contra Camboya, recuperó un puesto en la delantera y fue inmediatamente premiado como hombre del partido. 
Quang Hải obtuvo el reconocimiento internacional en la Copa Asiática de la AFC 2019. Durante ese torneo, desempeñó un papel fundamental en la increíble trayectoria de Vietnam, incluyendo un impresionante gol contra Yemen en el que Vietnam ganó por 2-0. 
Quang Hải fue nombrado Hombre del Partido en las dos victorias de Vietnam en el torneo, y fue incluido en el equipo oficial de estrellas del torneo por el Comité Técnico de la AFC.